# Sirens (álbum de Savatage)
Sirens es el álbum debut de la banda estadounidense de heavy metal Savatage. Este lanzamiento destaca por su propuesta de sonido contundente y oscuro en relación con posteriores discos de estudio, más centrados en elementos progresivos.

## Listado de canciones
| N.º | Título                  | Escritor(es)                          | Duración |  |
| 1.  | «Sirens»                | Jon Oliva, Criss Oliva                | 3:43     |  |
| 2.  | «Holocaust»             | Jon Oliva, Criss Oliva                | 4:34     |  |
| 3.  | «I Believe»             | Jon Oliva, Criss Oliva                | 5:25     |  |
| 4.  | «Rage»                  | Criss Oliva, Jon Oliva                | 2:42     |  |
| 5.  | «On the Run»            | Criss Oliva, Jon Oliva, Steve Walchoz | 3:33     |  |
| 6.  | «Twisted Little Sister» | Criss Oliva, Jon Oliva, Keith Collins | 3:39     |  |
| 7.  | «Living for the Night»  | Criss Oliva, Jon Oliva                | 3:20     |  |
| 8.  | «Scream Murder»         | Jon Oliva                             | 3:50     |  |
| 9.  | «Out on the Streets»    | Criss Oliva, Jon Oliva                | 5:15     |  |

| Bonus Tracks (Relanzamiento en CD 1994 ) |                    |                        |          |  |
| N.º                                      | Título             | Escritor(es)           | Duración |  |
| 10.                                      | «Lady in Disguise» | Criss Oliva, Jon Oliva | 4:34     |  |
| 11.                                      | «The Message»      | Jon Oliva, Criss Oliva | 3:38     |  |

| Bonus Tracks (Relanzamiento en discográfica Metal Blade 2002) |                                       |                        |          |  |
| N.º                                                           | Título                                | Escritor(es)           | Duración |  |
| 10.                                                           | «Target» ((Demo))                     | Jon Oliva, Criss Oliva | 4:20     |  |
| 11.                                                           | «Living on the Edge of Time» ((Demo)) | Jon Oliva, Criss Oliva | 3:53     |  |
| 99.                                                           | «Hidden Track (Island Of Kings)»      | Jon Oliva, Criss Oliva | 2:17     |  |

| Bonus Track (Relanzamiento en discográfica EarMusic 2011) |                                     |                        |          |  |
| N.º                                                       | Título                              | Escritor(es)           | Duración |  |
| 16.                                                       | «In The Dream» ((acoustic version)) | Jon Oliva, Criss Oliva | 3:34     |  |

- La canción Out on the Streets fue regrabada con posterioridad en el álbum de 1986 Fight For The Rock. Una versión acústica fue grabada por Jon Oliva e incluida como bonus track en el Greatest Hits de 2010.
- La canción Scream Murder fue versionada por la banda estadounidense de metal progresivo Vanquishes en su álbum Speed Metal Demon.
- La canción Holocaust fue versionada por la banda estadounidense de death metal Six Feet Under en su álbum Graveyard Classics.

## Formación
- Jon Oliva- Voz y piano
- Criss Oliva- Guitarra y coros
- Keith Collins- Bajo y coros
- Steve Wacholz- Batería

## Producción
- Danny Johnson - Productor
- Jim Morris - Técnico
- Terry Oakes - material gráfico, ilustraciones
- Mike Fuller - Masterización
- Eddy Schreyer - Remasterización